# Hyperandrogenismus
Hyperandrogenismus je zdravotní stav charakterizovaný nadměrnými hladinami androgenů v ženském těle a souvisejícími účinky zvýšených hladin androgenů. Jedná se o endokrinologickou poruchu podobnou hyperestrogenismu.
Mezi nejčastější stavy spojené s hyperandrogenizací patří syndrom polycystických vaječníků nebo PCOS, soubor symptomů způsobených nadbytkem androgenu u žen a různé typy rakoviny, které mohou způsobit přebytek androgenu. U žen jsou obvykle přítomny některé kombinace akné, seborrhey, vypadávání vlasů, zvýšené chlupatosti a/nebo obličeje (hirsutismus) a zvýšené pohlavní jednání neboli libido. Příznaky hyperandrogenismu jsou obvykle nejúčinněji léčeny antiandrogeny. Existuje kontroverze nad tím, zda hyperandrogenismus poskytuje neoprávněnou výhodu v atletice.

## Příznaky a symptomy

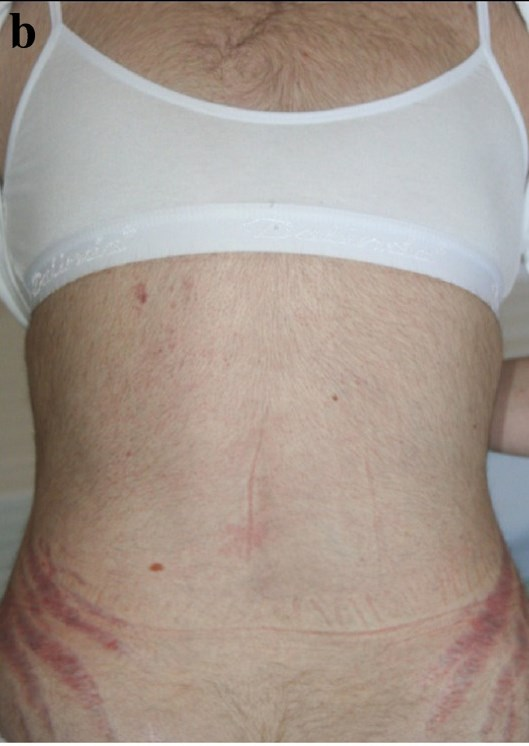
Osoba s hirsutismem při zvýšené expozici androgenu

Hyperandrogenismus postihuje 5-10% žen v reprodukčním věku. Může ovlivňovat jak muže, tak ženy, ale je výraznější u žen, neboť zvýšené hladiny androgenů u žen často usnadňují virilizaci. Vzhledem k tomu, že hyperandrogenismus je charakterizován zvýšením hladin mužského pohlavního hormonu, jsou příznaky hyperandrogenismu u mužů často zanedbatelné. Hyperandrogenismus u žen je typicky diagnostikován v pozdním dospívání. Lékařské vyšetření se skládá z vyšetření pánve, pozorování vnějších příznaků a krevní testů s měřením hladin androgenů.

## Příčiny
Hyperandrogenismus u žen je způsoben vnějšími faktory nebo z přirozených příčin.

### Syndrom polycystických vaječníků

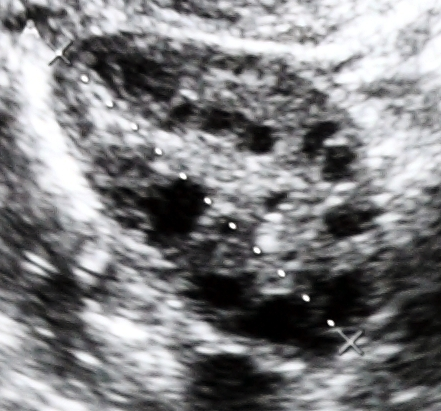
Ultrazvuk polycystických vaječníků

Syndrom polycystických vaječníků (PCOS) je endokrinní porucha charakterizovaná nadbytkem androgenů produkovaných vaječníky. Odhaduje se, že přibližně 90 procent žen s PCOS vykazuje hypersekreci těchto hormonů. Konkrétní příčina tohoto stavu je v současné době neznámá. Spekulace zahrnují genetickou predispozici. Důkazy naznačují, že tento stav může mít dědičný základ. Další možné příčiny zahrnují účinky zvýšení produktivity inzulínu. U samotného inzulinu byla pozorována schopnost indukovat nadbytek hladiny testosteronu ve vaječnících.
Zvýšená koncentrace inzulinu v těle vede k nižší produkci globulinu vázajícího pohlavní hormony, konkrétně SHBG, což je regulační glykoprotein, který potlačuje funkci androgenů. Vysoká hladina inzulínu v krvi funguje také ve spojení s citlivostí vaječníků na inzulín, což způsobuje hyperandrogenemii, což je primární příznak PCOS. Obézní jedinci mohou být více biologicky náchylní k výskytu PCOS kvůli výrazně vyššímu množství inzulínu v těle. Tato hormonální nerovnováha může vést k chronické anovulaci, při níž ve vaječníku dochází k obtížnému uvolňování zralých vajíček. Tyto případy ovulační dysfunkce jsou spojeny s neplodností a menstruačními poruchami.

### Hyperthekóza a hyperinzulinémie
Hyperthekóza nastává, když buňky přechází ovariálních stromů z buněk intersticiálních buněk, což jsou buňky umístěné mezi jinými buňkami, do luteinizovaných buněk theca. Buňky theca se nacházejí ve vaječníkových folikulách a stávají se luteinizovanými, když se rozruší vaječníkový folikul a vytvoří se nový corpus luteum. Rozptýlení luteinizovaných buněk theca v ovariálním stromu, na rozdíl od PCOS, kde luteinizované theca buňky jsou pouze kolem cystických folikulů, způsobuje, že ženy s hypertercózou mají vyšší hladiny testosteronu a mužské charakteristiky ( virilizace ) než ženy s PCOS. Nadbytečné hladiny inzulínu v krvi, známé jako hyperinzulinémie, jsou charakteristické také pro hypertekózu. Hyperthekóza je většinou pozorována u postmenopauzálních žen a je spojena s akné, hirsutismem, růstem klitorisu, plešatostí a prohloubením hlasu.

### Cushingův syndrom
Cushingův syndrom se vyvíjí kvůli dlouhodobé expozici hormonu kortizolu. Může být buď exogenní nebo endogenní, v závislosti na tom, zda je způsoben externím nebo interním zdrojem. Příjem glukokortikoidů, což je typ steroidního hormonu, je běžnou příčinou vývoje exogenního Cushingova syndromu. Endogenní Cushingův syndrom se může objevit, když tělo produkuje nadměrné množství kortizolu. K tomu dochází, když hypotalamus mozku přenáší hormon uvolňující kortikotropin (CRH) do hypofýzy, který naopak vylučuje adrenokortikotropinový hormon (ACTH). ACTH pak způsobuje, že nadledviny uvolňují kortizol do krve. Příznaky Cushingova syndromu zahrnují svalovou slabost, snadné podlitiny, přírůstek hmotnosti, růst vlasů u mužů (hirsutismus), barevné strije a nadměrně červenavou pleť v obličeji. Ukázalo se, že Cushingův syndrom způsobuje přebytky androgenu, který je přímo spojuje se známkami a příznaky, které se projevují u hyperandrogenismu.
1. ↑  YILDIZ, Bulent O. Diagnosis of hyperandrogenism: clinical criteria. Best Practice & Research Clinical Endocrinology & Metabolism. June 2006, s. 167–176. ISSN 1521-690X. doi:10.1016/j.beem.2006.02.004. PMID 16772149.
2. ↑   [s.l.]: [s.n.]
3. 1 2  Franks, Stephen. "Syndrom polycystických vaječníků - NEJM." New England Journal of Medicine. N Engl J Med, 28. září 1995. Web. 14. listopadu 2016.
4. ↑   "Syndrom polycystických vaječníků (PCOS)." Příčiny. Mayo Clinic, nd Web. 9. listopadu 2016.
5. ↑   "Definování PCOS." - Lékařská univerzita v Chicagu. Lékařské centrum Univerzity v Chicagu, web. 10. listopadu 2016.
6. ↑  Hammond GL, Bocchinfuso WP. Sex hormone-binding globulin: gene organization and structure/function analyses. Hormone Research. 1996, s. 197–201. doi:10.1159/000184787. PMID 8964583.
7. ↑   Burd, Irina, David Zieve a Isla Ogilvie. "Syndrom polycystických vaječníků: lékařská encyklopedie MedlinePlus." Syndrom polycystických vaječníků: lékařská encyklopedie MedlinePlus. ADAM Inc., nd Web. 9. listopadu 2016.
8. ↑   Archivovaná kopie [online]. [cit. 2019-02-25]. Dostupné v archivu pořízeném dne 2017-01-02.
9. 1 2  ATMACA, Murat. An Interesting Cause of Hyperandrogenemic Hirsutism. Case Reports in Endocrinology. 16 December 2014, s. 987272. doi:10.1155/2014/987272. PMID 25580312.
10. ↑   Archivovaná kopie [online]. [cit. 2019-02-25]. Dostupné v archivu pořízeném dne 2016-10-04.